# Allochrysis
Allochrysis  (лат.) — род ос-блестянок подсемейства Chrysinidae (Chrysidini) из отряда перепончатокрылые насекомые. Центральная Азия (Иран, Пакистан, Турция, Средняя Азия).

## Описание
Длина около 5 мм. Срединный зубец 3-го тергита брюшка апикально округлённый. Лицо плоское. Хозяева неизвестны, предположительно паразитоиды, которые в качестве хозяев используют пчел и ос (Sphecidae, Eumenidae и Vespidae), в гнезда которых откладывают свои яйца, как кукушки. Вышедшая из яйца личинка блестянки затем поедает личинку хозяина гнезда.
- Allochrysis ear (Semenov, 1910) — Казахстан
- Allochrysis ismaeli (Semenov, 1967) — Казахстан
- Allochrysis laetula (Semenov & Nikol'skaya) — Таджикистан
- Allochrysis paria Bingham, 1903 — Пакистан
- Allochrysis pavlovskii (Semenov & Nikol'skaya, 1954) — Таджикистан
- Allochrysis slava (Semenov, 1967) — Казахстан